# Enemy (film)
Enemy är en kanadensisk-spansk thrillerfilm från 2013 baserad på José Saramagos roman Dubbelgångaren. Filmen är regisserad av Denis Villeneuve och skriven av Javier Gullón. I huvudrollen, en dubbelroll, ses Jake Gyllenhaal som Adam Bell, en historieprofessor som en dag hyr en film och upptäcker att en av skådespelarna är en dubbelgångare av honom själv. Birollerna gestaltas av Mélanie Laurent, Isabella Rossellini och Sarah Gadon. Filmen visades först den 8 september 2013 på Toronto International Film Festival 2013 och hade nordisk premiär den 5 november 2013 på Stockholms filmfestival 2013.

## Rollista
- Jake Gyllenhaal som Adam Bell / Anthony St. Claire
- Mélanie Laurent som Mary
- Isabella Rossellini som Adams mor
- Sarah Gadon som Helen Bell
- Stephen R. Hart som Dörrvakt
- Jane Moffat som Eve
- Joshua Peace som Carl
- Tim Post som Anthony Concierge

## Mottagande
Enemy har bemötts med positiva recensioner. På Rotten Tomatoes har filmen för närvarande betyget 100 procent av 100 baserat på åtta recensioner. Metacritic har gett filmen betyget 69 på en skala av 100 efter fyra recensioner.